# 凱瑟琳湖 (佛羅里達州)
凱瑟琳湖（英語：Lake Kathryn）是位於美國佛羅里達州萊克縣的一個人口普查指定地區。

## 地理
凱瑟琳湖的座標為29°00′51″N 81°01′32″W / 29.01417°N 81.02556°W，而該地最高點為海拔高度18米（即59英尺）。

## 人口
根據2010年美國人口普查的數據，凱瑟琳湖的面積為7.50平方千米，當中陸地面積為7.30平方千米，而水域面積為0.20平方千米。當地共有人口845人，而人口密度為每平方千米112人。